# Allium hookeri
Espèce
Classification APG III (2009)
Allium hookeri est une espèce végétale géophyte de la famille des Amaryllidécées originaire de l'Inde, de Myanmar du Sri Lanka, de Birmanie, du Bhoutan, du sud-ouest de la Chine, Sichuan, Yunnan, et Tibet.
Ses noms communs sont : « ciboulette Hooker », « ail ciboulette » et « 宽叶韭 (traditionel: 寬葉韮, pinyin: kuān yè jiǔ, traduction: ciboule de Chine à grandes feuilles) ». Et elle a pour synonyme : Allium tsoongii F.T.Wang & Tang et pour sous-espèce : Allium hookeri var. muliense Airy Shaw

## Description
Allium hookeri a des racines allongées, épaisses et charnues et forme un amas de bulbes fins. Les hampes florales font 60 cm de haut. Les feuilles sont plates et étroites, à peu près de la même longueur que les hampes, mais de seulement 1 cm de largeur. Les ombelles hémisphériques à globuleuses sont constituées de nombreuses fleurs blanches ou jaune verdâtre,,,.

## Habitat
On le trouve à la lisières des forêts et en forêts, dans les endroits humides, les prairies; à une altitude de 1400-4200 m.

## Utilisation
La plante est largement cultivée en dehors de son aire de répartition indigène et appréciée comme aliment dans une grande partie de l’Asie du Sud et du Sud-Est,.